# Linaria reflexa
Espèce
Linaria reflexa est une espèce de plantes à fleurs de la famille des Plantaginaceae endémique d'Afrique du Nord et trouvée en Tunisie et en Algérie.

## Liste des sous-espèces
Selon Tropicos (4 octobre 2013) (Attention liste brute contenant possiblement des synonymes) :
- sous-espèce Linaria reflexa subsp. lubbockii Brullo
- sous-espèce Linaria reflexa subsp. reflexa